# Φ結合

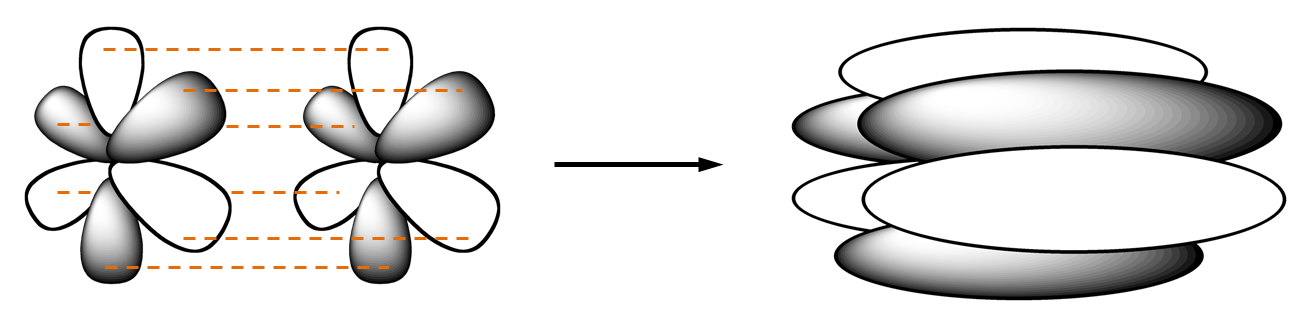
f軌道の重なりによるφ結合の形成

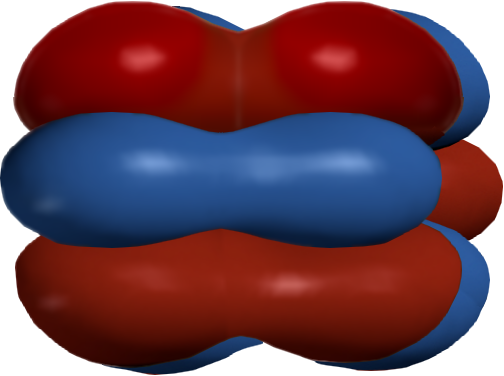
φ結合の外観

φ結合（ファイけつごう、英: phi bond）は共有結合の一種で、ある電子の軌道のローブの6つが別の電子の軌道のローブの6つと重なっているものである。この重なりによって3つの節平面を有する結合性分子軌道が形成され、これらの節平面は核間軸を含み、両原子を通過する。
理論化学者はf原子軌道の重なりに対応するφ結合といった高次結合が可能であると推測してきた。
φの文字はf軌道に由来する。結合軸方向から見た軌道対称性が通常の（6つ葉型）f軌道と同じであることからの命名である。
2005年現在、U2 分子においてのみこの結合が存在すると理論的に予測されている。